# Fritz Jeßler
Fritz Jeßler (* 29. September 1924 in München; † 5. Juni 2015 ebenda) war ein deutscher Pädagoge, Komponist, Chorleiter und Dirigent.

## Leben
Fritz Jeßler war der Sohn eines Bahnbeamten. Er bekam die Liebe zur Musik von seiner Mutter mit auf den Weg. Nach dem Abitur wurde er zum Kriegsdienst eingezogen. Zu Ende des Krieges kam er in sowjetische Kriegsgefangenschaft, aus der er erst im Mai 1949 zurückkehrte. Es folgte die Ausbildung für das Lehramt an Volksschulen in Straubing, später das Sonderschulstudium an der Universität Regensburg. In Straubing leitete er den Straubinger Singkreis. Nach Abschluss seiner Ausbildung trat er in den Schuldienst ein. Bis zu seiner Pensionierung war er als Konrektor des Berufsbildungswerkes München für Hör- und Sprachgeschädigte des Bezirks Oberbayern tätig.
Schon als Jugendlicher begann er mit ersten Kompositionen. Während seiner Berufsausbildung kam es zu ersten Kontakten mit Heimatvertriebenen aus Osteuropa. Seit dieser Zeit widmete er sich in besonderer Weise der Erhaltung dieses Liedgutes. Als Folge davon entstanden unzählige Volksliedbearbeitungen und Neukompositionen für Chöre. 1958 fand die erste Singwoche auf dem Heiligenhof / Bad Kissingen statt, die er bis zur 51. Ostersingwoche 2008 durchgehend leitete. 1962 gründete er den Münchner Chorkreis, der sich durch viele Konzertreisen in das europäische Ausland und durch zahlreiche Rundfunkaufnahmen und Schallplatten- und CD-Aufnahmen einen Namen gemacht hatte. Die Sendereihe im Bayerischen Rundfunk „Offenes Singen“ und „Volksliedersingen“ wurden von ihm jahrzehntelang mitgestaltet. Seit 1963 leitete er die „Adventssingen“ auf dem Heiligenhof, die jedes Jahr über das 1. Adventswochenende stattfinden. Allein während dieser Zeit wurden über 600 Werke von Jeßler erarbeitet und veröffentlicht. Eine Vielzahl der Lieder und Chorsätze, die Kantaten und Instrumentalstücke finden sich auf Tonträgern. Eine besondere Freundschaft verband ihn mit Alexander Sydow, dessen Lieder und Werke unter dem Pseudonym Armin Greifenberg erschienen sind. Allein aus dieser Zusammenarbeit entstanden über 100 Chorwerke, die wiederum im Rahmen seiner Chorarbeit während der Singwochen auf dem Heiligenhof Verbreitung gefunden haben. Ab 1961 bis 2004 hatte er die musikalische Leitung der 39 Arnsberger Singwochen der Schlesischen Jugend NRW inne. Er leitete zahlreiche Seminare und Lehrgänge für Chorleiter und Chorsänger. Für seine künstlerische und musikpädagogische Arbeit wurden Fritz Jeßler zahlreiche Ehrungen und Auszeichnungen zuteil.
Der Nachlass von Fritz Jeßler befindet sich in der Bayerischen Staatsbibliothek München.

## Ehrungen und Auszeichnungen
- 1967 Goldene Ehrennadel der Landsmannschaft Schlesien
- 1967 Adalbert-Stifter-Medaille der Sudetendeutschen Landsmannschaft
- 1968 Silberne Ehrennadel der djo – Deutsche Jugend in Europa
- 1968 Lodgman-von-Auen Plakette
- 1981 Volkstumspreis der Schlesischen Jugend Nordrhein-Westfalen
- 1981 Kompositionspreis im 1. Komponistenwettbewerb der Zentralstelle für den deutschsprachigen Chorgesang in der Welt, Solingen
- 1983 Ostdeutscher Kulturpreis der djo – Deutsche Jugend in Europa
- 1983 Valentin-Becker-Kompositionspreis, Bad Brückenau
- 1985 Kompositionspreis des Badischen Sängerbundes und des Bundes Deutscher Zupfmusiker
- 1986 Verleihung des Schlesierkreuzes
- 1986 Kompositionspreis des ostdeutschen Kulturrats
- 1987 Kompositionspreis des ostdeutschen Kulturrats
- 1989 Kompositionspreis des ostdeutschen Kulturrats
- 1991 Verdienstkreuz der Bundesrepublik Deutschland
- 1994 Kompositionspreis der Stadt Dessau
- 1997 Goldmedaille Grand Concours International der Academie Internationale de Lutece
- 1999 Valentin-Becker-Kompositionspreis, Bad Brückenau
- 2000 3. Preis beim Komponistenwettbewerb des Chorverbandes Niedersachsen – Bremen

## Werke (Auswahl)
- Weihnacht ist gekommen. 210 Volksliedsätze und neue Kompositionen für drei- und vierstimmig gemischten Chor a cappella aus Deutschland und Europa. Strube Verlag, München
- Eichendorff-Lieder, für drei- und vierstimmig gemischten Chor a cappella. Strube Verlag, München
- Der Kirchenchor – einfach schön, 3- und 4-stimmig gemischte Chorsätze, Motetten, Kanons für das Kirchenjahr a cappella. Strube Verlag, München
- Liebe erscheint in der Welt, Kleine Adventskantate für gemischten Chor, Flöte oder Oboe, 3 Violinen und Cello. Strube Verlag, München
- Also hat Gott die Welt geliebt, Passionskantate für 3 stg. Chor a cappella, Strube Verlag
- Irische Segenssprüche für 3 stg. Chor (SAM) oder Frauenchor, Strube Verlag
- Wundersame, heilge Nacht, dreistimmige Motette (SAM) zur Weihnachtszeit, Strube Verlag
- Arnsberger Chorbuch, Tonos Verlag
- Nun zünden wir die Kerzen an, 121 Liedsätze für 3-4 stimmigen Chor a cappella, Tonos Verlag
- Sonnenmusikant Leichte Sätze für 3-stimmigen Frauenchor zum gleichnamigen Liederbuch, Strube Verlag
- Lasst uns all nach Hause gehen Paraphrase über ein masurisches Volkslied für 4 Hörner, Trio Musik Edition
- Sparnecker Musik für Bläserquartett, Trio Musik Edition
- Blutenburg Fanfare für 3 Trompeten und 3 Posaunen, Trio Musik Edition
- Kommet her zur Krippen 25 Weihnachtslieder für 3 und 4 stimmig gemischten Chor, Trio Musik Edition
- Fröhliche Ostereier Kantate für gem. Chor und Instrumente, Scholing-Verlag, Arno Musikverlag
- Signum magnum apparuit Motette für 4 stimmigen gemischten Chor nach Offenbarung d. Johannes, Strube Verlag
- 4 Liebeslieder und andere ausgewählte Chorsätze für gemischten Chor, AREA Musikverlag
- Kleines Sündenregister, 8 Chorsätze für 4 stimm. gemischten Chor, Tonos Verlag
- Eichendorff-Kantate, für gem. Chor und Instrumente nach Gedichten von J. von Eichendorff
- Mein Schätzlein kommt von ferne, Kantate für gem. Chor und Instrumente mit Volksliedern aus Schlesien, Heimatwerk-Verlag
- Dort unten in dem Tale, Kantate für gem. Chor und Instrumente mit Volksliedern aus Böhmen und Mähren, Heimatwerk-Verlag
- War noch kein Winter so arg, Liedkantate für gemischten Chor und Instrumente, Voggenreiter-Verlag
- Im Jahreskreis Liederzyklus für gem. Chor und Instrumente, Voggenreiter-Verlag
- Kleine Osterkantate, für gem. Chor und Instrumente nach Texten von Rolf Nitsch (Sudetenland)
- Ein große Freud verkünd ich euch, weihnachtliche Volksliedkantate für gemischten Chor und Instrumente, Voggenreiter Verlag
- O Freude über Freude, weihnachtliche Volksliedkantate für gemischten Chor und Instrumente, Voggenreiter & Strube Verlag
- Dein Licht ist in allen Dingen, Herr, Motetten für gemischten Chor a cappella, Strube Verlag
- Windrose, Lieder, Kanons und Chöre, Voggenreiter Verlag (1961)
- Die Zeit ist angekommen – Lieder zur Weihnachts-Neujahrszeit (1970)
- Heiligenhofer Singbuch, Band 1, 2 und 3 (1971–1977)
- Freuet euch in allen Landen, weihnachtliche Liedkantate für Chor und Instrumente/Zupforchester, Joachim-Trekel-Musikverlag
- Stetes Walten, Zyklus für vierstimmigen Männerchor, Anton Böhm & Sohn
- Wenn wir singen, eine Anleitung für Sing- und Gruppenleiter (1960)
- Stottern als sprechtechnisches Problem, Behandlungsmethode auf der Basis von Atem-, Stimm- und Bewegungstherapie, Bayr. Landesverband für die Wohlfahrt Gehör- und Sprachgeschädigter e.V. Geschäftsstelle Niederbayern

## Diskographie
- Erfreue dich, Himmel, CD, Chorsätze und alpenländische Instrumentalstücke zur Weihnachtszeit
- 50 Jahre Münchner Chorkreis, 2 CD, Volksliedkantaten, Chorlieder, Madrigale, Bläsermusik
- Lob der Musik, CD, Kantaten und Chorsätze für gemischten Chor
- Froh wollen wir beginnen, CD, drei Liedkantaten für gemischten Chor und Instrumente
- Der Münchner Chorkreis singt, MC, Strube Verlag
- In Dulci Jubilo, CD, Weihnachtssingen mit dem Münchner Chorkreis